# Ozarba furva
Ozarba furva là một loài bướm đêm trong họ Noctuidae.